# Cómo nace el universo
Cómo nace el universo es el sexto álbum de estudio de la cantante mexicana Gloria Trevi.  Fue lanzado en México el 30 de noviembre de 2004 por Sony BMG México. Es el último álbum de Trevi con ese sello desde el inicio de su carrera como solista, el primero tras salir de prisión y también el primero sin contar con Sergio Andrade como productor. Fue lanzado una semana después en Estados Unidos y alcanzó el puesto cuatro en la lista Billboard Top Latin Albums y obtuvo la nominación a mejor álbum latino en los Premios Billboard de la Música Latina de 2005.
Fue certificado platino (latino) en Estados Unidos por la Recording Industry Association of America (RIAA) y ha vendido 300 000 unidades en todo el mundo.

## Producción
Desde su salida de la cárcel de Chihuahua, después de que un juez retirara los cargos en su contra el 21 de septiembre de 2004, Gloria empezó a finalizar los detalles de lo que sería su regreso musical. El disco fue grabado parcialmente en la cárcel en el taller de costura del Centro de Readaptación Social de Chihuahua donde puso voz a varios temas en el simulado estudio de grabación. Sin embargo, continuó las grabaciones en un verdadero estudio en la Ciudad de México bajo la producción de Armando Ávila, creador de éxitos de La Quinta Estación y RBD. La masterización estuvo a cargo por el prestigiado ingeniero Don C. Tyler en Los Ángeles, California. Es el primer álbum en su carrera que no ha sido producido por Sergio Andrade desde su debut ...Qué Hago Aquí? en 1989. 

## Promoción
El álbum fue publicado en noviembre de 2004 e incluye doce cortes inéditos, escritos en su mayoría por Trevi en prisión, tanto letra como música. Algunos temas habían sido descartes de sus previos trabajos como Eres un santo y Cómo nace el universo que formarían parte del álbum Tú eres un santo que no vio la luz a finales de los 90. Fundamentalmente pop latino, también incluye melodías de rock y balada con toques electrónicos. La promoción del disco se vio afectada cuando su discográfica BMG se fusionó con la multinacional Sony Music Entertainment, convirtiéndose en la segunda compañía más grande del sector.
En medio de la tempestad fue el primer sencillo a promocionar del álbum estrenado en las radios mexicanas el 11 de octubre de 2004, un tema en el que mostró el poder vigente de la Trevi en las listas de popularidad. De acuerdo a estudios de la revista Radio y Records, permaneció en los primeros 20 lugares en la radio contemporánea en español en los Estados Unidos por casi un mes, desbancando Algo tienes de Paulina Rubio y Ahora quién de Marc Anthony; además se mantuvo dentro de las primeras cinco de mayor difusión.  Con tan sólo dos apariciones en televisión, Gloria hizo nula promoción para el sencillo. El domador y Eres un santo fueron los siguientes cortes promocionales para radio que a pesar de la alta expectativa, ninguno de los dos pudo posicionarse en las listas de popularidad al igual que el disco que obtuvo bajas ventas en su país.
El éxito en EUA pudo deberse al silencio ya que la Trevi no concedió entrevistas a los medios que insistían preguntando sobre los escándalos que opacaron su música a finales de los 90. Esto generó curiosidad e interés por saber cómo sonaban las nuevas producciones de la cantante regiomontana.

## Gira Trevolución 2005
En febrero de 2005 hizo su primera aparición en televisión en el programa No manches conducido por Omar Chaparro y transmitido por Televisa. Interpretó sus nuevos temas en vivo como avance de la gira internacional que estaría por comenzar y habló sobre sus experiencias vividas en la cárcel.
Inició la gira internacional Trevolución para promocionar Cómo nace el universo, en su natal Monterrey el 4 de marzo frente a más de 10 mil asistentes. Con esta ambiciosa gira marcó su regreso a los escenarios en donde se reencontró con su público después de ocho años de ausencia. El 12 de marzo se presentó en el Palacio de los Deportes en la Ciudad de México sin el apoyo de empresas privadas, por lo que Gloria promocionó su concierto repartiendo volantes en la calle. Recorrió países como Chile, Puerto Rico, y Estados Unidos, en este último se enfocó más en dar presentaciones, una de las nuevas estrategias comerciales de la Trevi. Tuvo que cancelar alrededor de 30 conciertos en EUA debido al embarazo de su tercer hijo, Miguel Armando, nacido el 10 de agosto de 2005 en McAllen, Texas; y producto de la relación con su novio Armando Gómez.

## Lista de canciones
| Cómo Nace El Universo |                             |                          |          |  |
| N.º                   | Título                      | Escritor(es)             | Duración |  |
| 1.                    | «Cómo Nace El Universo»     | Gloria Treviño           | 4:53     |  |
| 2.                    | «Eres Un Santo»             | Treviño                  | 3:29     |  |
| 3.                    | «Nieve De Mamey»            | Treviño                  | 3:04     |  |
| 4.                    | «Señor Presidente»          | Gustavo Velázquez Rivera | 2:55     |  |
| 5.                    | «Metida Hasta El Cuello»    | Velázquez Rivera         | 4:02     |  |
| 6.                    | «Timbres Postales Al Cielo» | Treviño                  | 3:58     |  |
| 7.                    | «Horas Tranquilas»          | Treviño                  | 3:25     |  |
| 8.                    | «La Nota Roja»              | Velázquez Rivera         | 3:42     |  |
| 9.                    | «El Domador»                | Treviño                  | 3:12     |  |
| 10.                   | «Sexo Y Dinero»             | Velázquez Rivera         | 3:19     |  |
| 11.                   | «Poder Y Fama»              | Treviño, Armando Ávila   | 3:05     |  |
| 12.                   | «En Medio De La Tempestad»  | Treviño                  | 3:50     |  |